# Interfaccia (chimica)
In chimica, l'interfaccia (o interfase) rappresenta la superficie di separazione che delimita il contorno di due differenti fasi.
Ad esempio, un'interfaccia può delimitare la fase solida da quella liquida in un sistema eterogeneo formato da un liquido e da un solido in esso insolubile, due fasi liquide formate da liquidi fra loro immiscibili e la fase gassosa da quella liquida in un sistema liquido-gas insolubile.
Le interfacce più comuni possono essere di forma sferica o piana, ovvero si possono considerare come sfere aventi raggio rispettivamente finito o infinito. Ad esempio, l'interfaccia tra le gocce d'olio e di aceto nel condimento di un'insalata sono sferiche mentre l'interfaccia acqua-aria in un bicchiere d'acqua è considerabile piana.

## Interfaccia e interfase

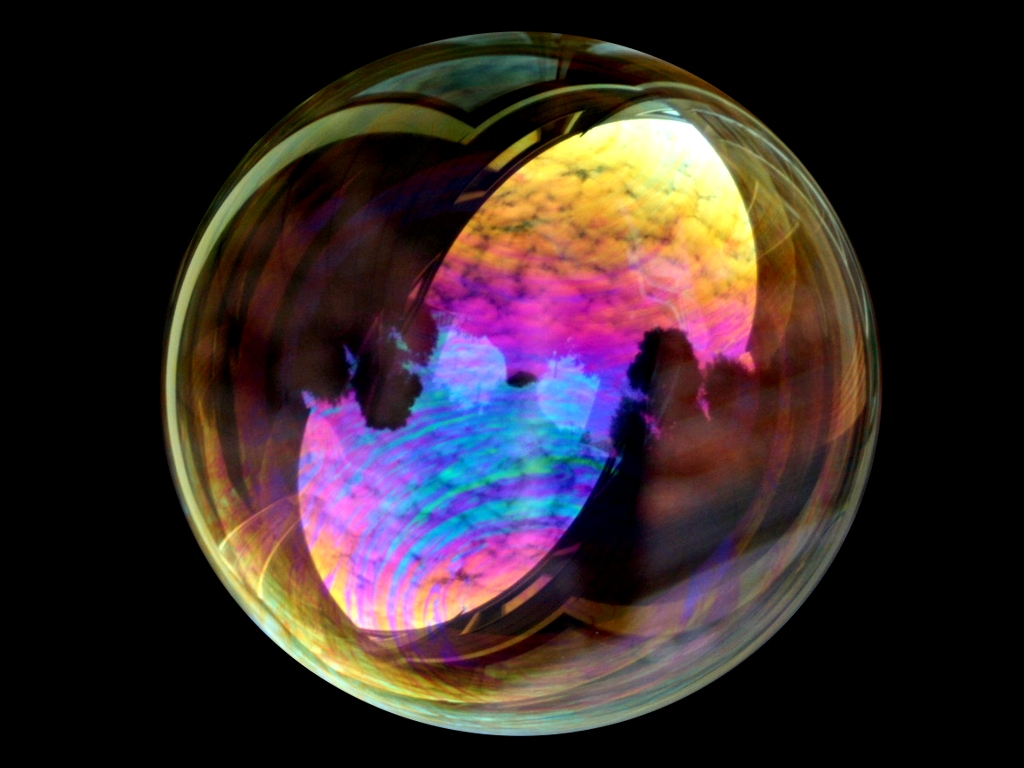
Esempio di interfase tra due fasi gassose: una bolla di sapone

Con il termine interfase (spesso utilizzato come sinonimo di "interfaccia") si indica la regione tridimensionale (reale) in cui avviene il passaggio da una fase ad un'altra.
Sebbene i termini "interfaccia" e "interfase" siano talvolta utilizzati come sinonimi, essi hanno un significato differente e in particolare:
- l'interfaccia è una regione bidimensionale, mentre l'interfase è una regione tridimensionale;
- l'interfaccia corrisponde ad una regione fittizia, mentre l'interfase corrisponde ad una regione reale; nella realtà infatti due fasi non sono delimitate da una superficie (interfaccia), bensì da una regione (interfase) che è sede di fenomeni differenti da quelli che avvengono nel bulk delle due fasi;
- l'interfase è costituita da molecole (o altre specie chimiche) appartenenti ad entrambe le fasi, mentre l'interfaccia, essendo costituita da una superficie (piana o curva), non contiene alcuna molecola (al limite le interseca).

Ad esempio, nel caso di una bolla di sapone, la sua interfase è lo strato (reale) a forma di guscio sferico (avente un determinato spessore, seppure piccolissimo) costituito da acqua e sapone, mentre la sua interfaccia è la superficie sferica (immaginaria) che passa attraverso tale guscio sferico.

## Fenomeni interfacciali
L'importanza dell'interfaccia dipende dalla tipologia del sistema in oggetto: nelle condizioni in cui si ha un maggiore rapporto area/volume i fenomeni interfacciali saranno di maggiore intensità. A tale categoria di sistemi appartengono i colloidi.
La tensione superficiale è il principale fenomeno che governa i processi di interfaccia. In relazione alla tipologia di interfaccia, l'instaurarsi di un potenziale elettrostatico, di forze di Van der Waals e di interazioni idrofile/idrofobe può altresì rappresentare una caratteristica saliente.
Le interfacce possono causare vari fenomeni ottici, come la rifrazione. Le lenti ottiche sono un esempio pratico di applicazione dell'interfaccia tra vetro e aria.